# Hemiphyllodactylus kiziriani
Espèce
Hemiphyllodactylus kiziriani est une espèce de geckos de la famille des Gekkonidae.

## Répartition
Cette espèce est endémique de la province de Luang Prabang au Laos.

## Étymologie
Cette espèce est nommée en l'honneur de David A. Kizirian.

## Publication originale
- Nguyen, Botov, Le Duc, Nophaseud, Zug, Bonkowski & Ziegler, 2014 : A new species of Hemiphyllodactylus (Reptilia: Gekkonidae) from northern Laos. Zootaxa, no 3827 (1), p. 45–56.